# Ансар уль-Ислам
«Ансар уль-Ислам» (араб. أنصار الإسلام‎; «Защитники ислама») — исламская боевая группа салафитской направленности, действующая в Буркина-Фасо и Мали. Активно проявила себя в 2016 году. Лидеры — имам Ибрагим Малам Дико (до июня 2017 года), Джафар Дико.
По информации газеты La Croix, группа выступает за продвижение «истинного ислама» и восстановление Империи Массина (Халифат Хамдуллахи) — теократического государства, существовавшего на территории современного Мали в начале XIX века.
В феврале 2018 года Государственный департамент США ввёл санкции против группы, обвинив её в терроризме и совершении множества нападений на правительственные войска Буркина-Фасо, повлекших гибель десятков солдат. В марте 2019 года «Ансар уль-Ислам» признана террористической организацией в Великобритании.
Существует гипотеза, что группа связана с Исламским государством.
Ислам в Буркина-Фасо является доминирующей религией, её исповедует более 65 % населения страны.